# Abbruchkante

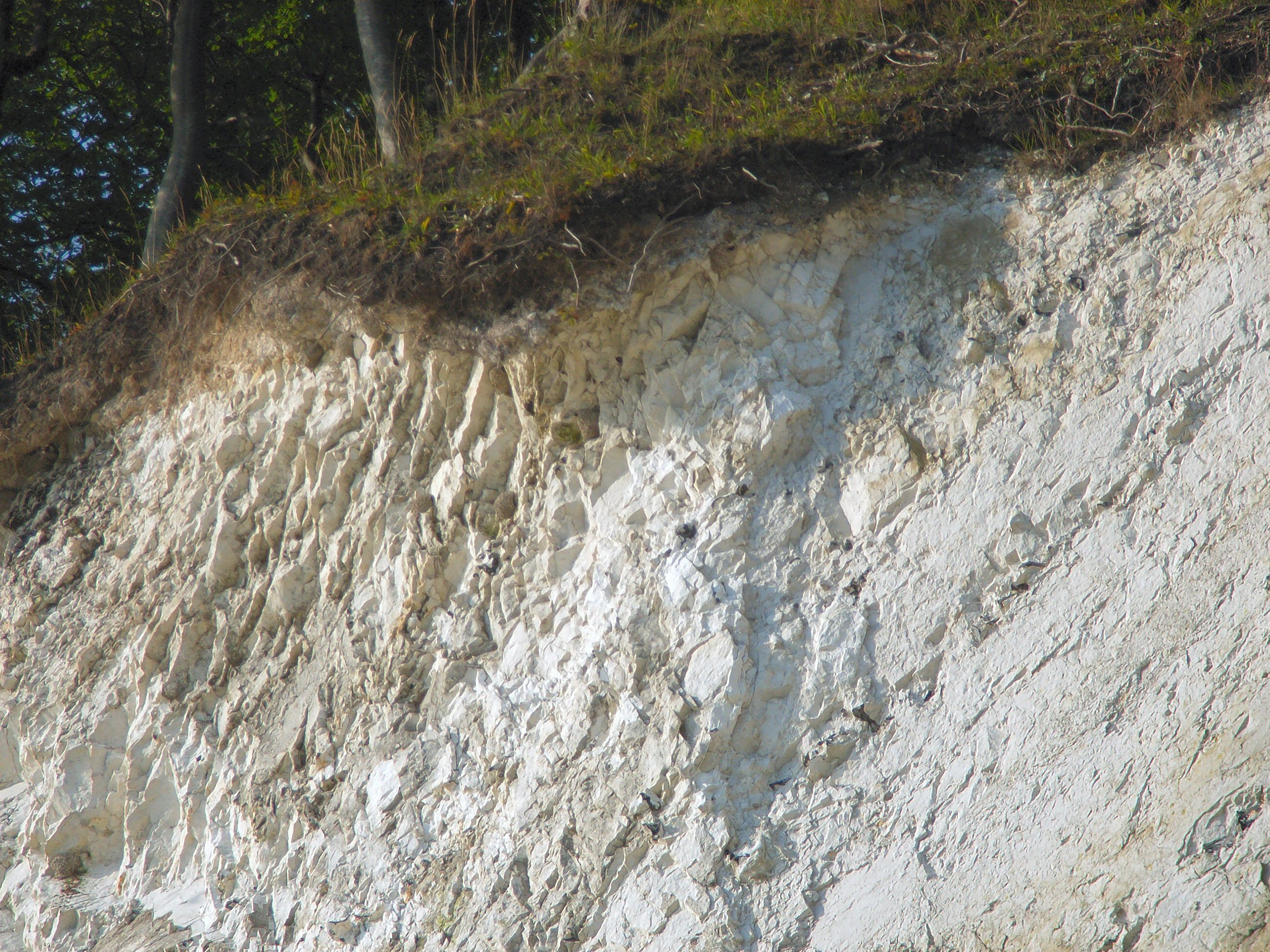
Abbruchkante am Hochufer im Nationalpark Jasmund auf der Insel Rügen

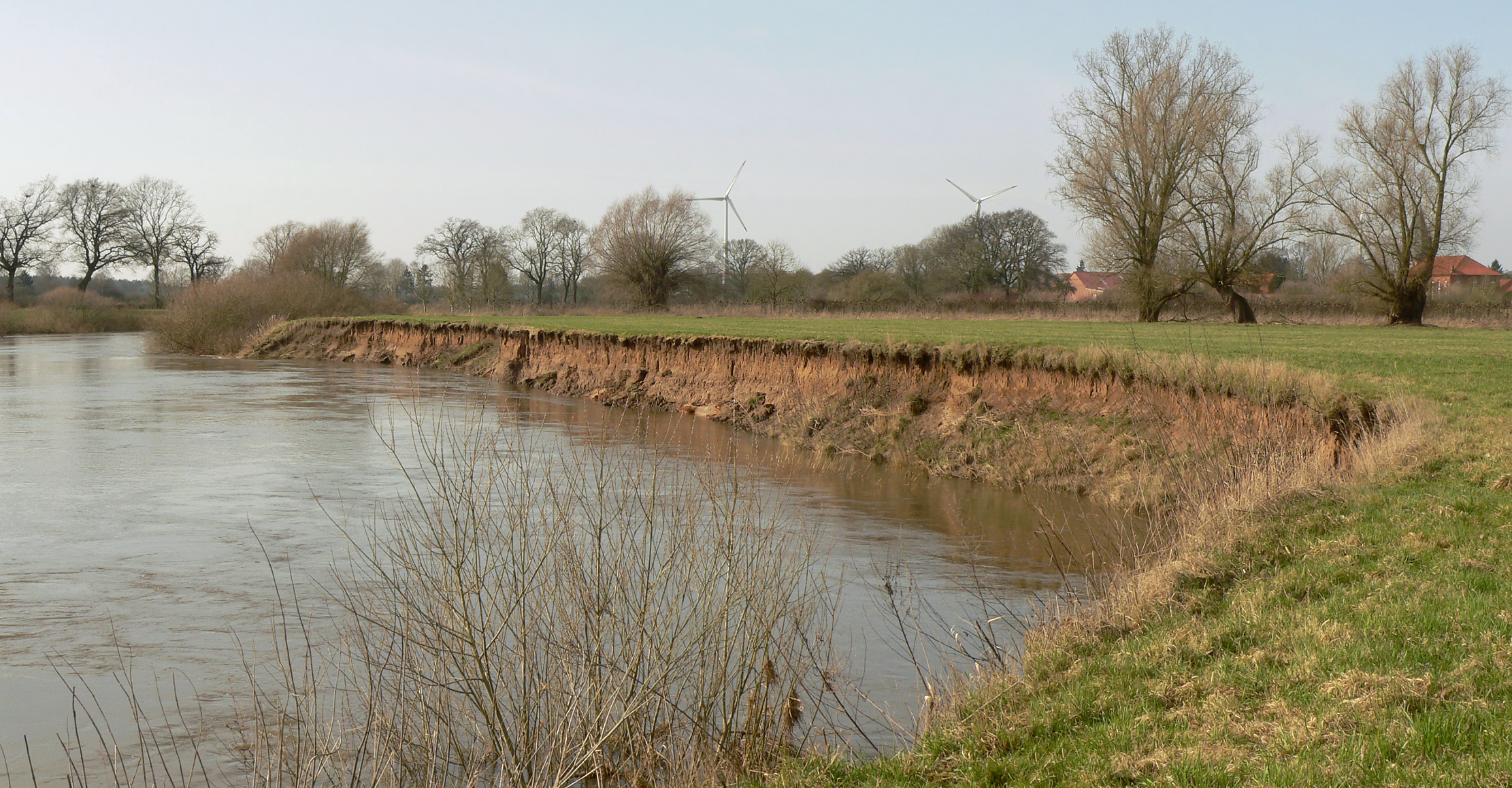
Erdabbruchkante an der Leine nach Frühjahrshochwasser

Eine Abbruchkante (auch Bruchkante oder Abrisskante) stellt einen plötzlichen Abbruch der Geländeoberfläche dar und legt die anstehenden Bodenschichten offen. In diesem Fall muss der Boden ausreichend standfest sein. Ist der anstehende Boden nicht standfest oder verliert er durch Witterungseinflüsse an Zusammenhalt, kann ein Teil der Böschung einstürzen und eine neue Abbruchkante bilden (Geländebruch).

## Natürliche Entstehung
Natürliche Bruchkanten sind an vielen Küsten auf der ganzen Welt zu finden. So bilden die Abbruchkanten auch an den deutschen Küsten der Nordsee und Ostsee einen Teil des Küstenstreifens. Die Kante entsteht an der Nordsee entlang der zum Watt zeigenden Seite des begrünten Vorlandes des Deiches durch die Brandung der Wellen des Tidehochwassers. Diese Abbruchkante ist oft stufenförmig und üblicherweise ca. 1 m hoch.
Die Gestalt und die Lage der Abbruchkante unterliegt einem ständigen Erosionsprozess, was zur Folge hat, dass ab und an Teile der steilen Böschung abfallen und sich die Abbruchkante weiter in das Landesinnere bewegt. Aus diesem Umstand heraus verändert sich die Gestalt der Küstenlinien über die Jahre immer wieder.
Auch an den Ufern von Flüssen entstehen natürliche Bruchkanten infolge hoher Strömung, zum Beispiel bei der Ableitung von Frühjahrshochwässern. An Uferbereichen aus Erde entstehen Abbruchkanten, da das Material vom Wasser abgetragen und fortgeschwemmt wird.

## Künstliche Entstehung
Die für die Rohstoffgewinnung erzeugten Tagebau-Abbaustätten haben an ihrem Außenrand eine Abbruchkante an der das Gelände steil abfällt. Neben der Erosion treiben hier vor allem die Abbaugeräte (Radlader, Schaufelradbagger) die Abbruchkante weiter voran.